# Anrüsten
Als Anrüsten bezeichnet man beim Melken von Rindern das Massieren des Euters. Die Kühe schütten daraufhin das Hormon Oxytocin aus. Dieses bewirkt eine Kontraktion der Muskeln in den Alveolenwänden, wodurch die Milch aus den Alveolen in das Gängesystem und die Zisterne gedrückt wird. Dadurch steigt der Innendruck des Euters an. Wurde nicht ausreichend angerüstet, kann es kurz nach Melkbeginn zu einem Nachlassen des Milchflusses und damit zu Blindmelken kommen.
Anrüsten kann manuell oder durch die Melkmaschine geschehen. Dies gilt jedoch nur für Hausrinder. Beim Hausyak wird die Milchabgabe dagegen nur durch das Kalb ausgelöst. Die Kälber müssen zunächst 30 bis 50 Sekunden saugen, um den Milchfluss in Gang zu bringen. Zu seiner Aufrechterhaltung muss das Kalb während der acht bis zehnminütigen Melkzeit zusätzlich zwei- bis dreimal angesetzt werden, damit der Milchfluss aufrechterhalten wird. Das Melken ist entsprechend deutlich arbeitsaufwändiger als beim Hausrind. Neben der melkenden Person ist eine zweite Person notwendig, die das Kalb an die Yakkuh führt, damit es erneut zu einem Anrüsten kommt.

## Belege

### Einzelbelege
1. ↑   Lensch et al., S. 69 und S. 70